# Beluci

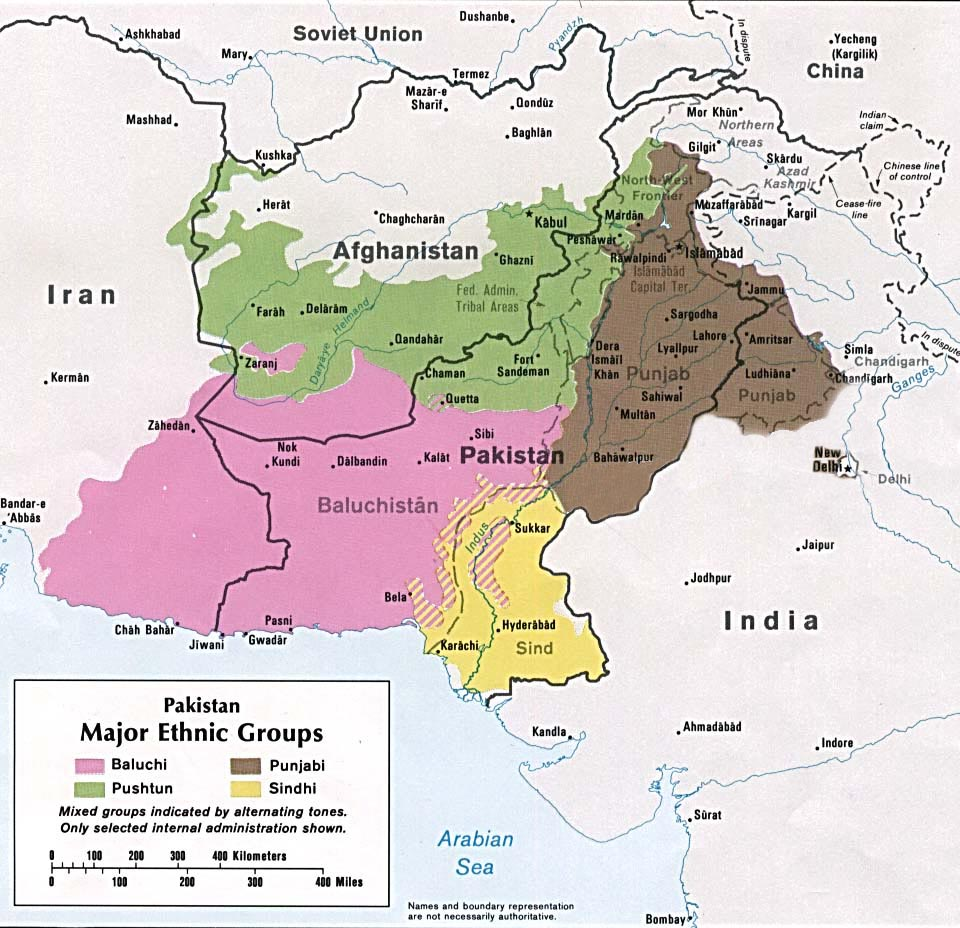
Popolo Beluci (in rosa) tra Afghanistan, Iran e Pakistan

I beluci (بلوچ), (detti anche Balochi), sono un popolo iranico abitante nella regione del Belucistan, in Asia sud-occidentale, nella zona che comprende la zona orientale dell'Iran e le zone meridionali di Afghanistan e Pakistan. I beluci, che parlano la lingua beluci, una lingua iranica, abitano principalmente nelle zone di montagna, il che ha consentito loro di mantenere una propria identità culturale e di resistere alle invasioni da parte dei popoli vicini.
I beluci sono prevalentemente musulmani e la maggior parte di loro appartengono alla scuola giuridica sunnita hanafita, pur essendoci un numero significativo di beluci sciiti. Circa il 60% della popolazione beluci vive nella regione pakistana del Belucistan, mentre il 25% vive nel sud-est dell'Iran. In Pakistan i beluci sono divisi in due gruppi, i Sulaymani e i Makrani, gruppi separati dal blocco compatto delle tribù Brahui. Vi è una piccolissima minoranza di beluci anche in Afghanistan.